# Зохр
Зохр (англ. Zohr, араб. حقل غاز ظهر) — газовое месторождение на шельфе Средиземного моря.
Месторождение находится у берегов Египта. Обнаружено итальянской компанией Eni. Как указывается в пресс-релизе компании, месторождение потенциально содержит до 30 трлн кубических футов (850 млрд м³ — геологические запасы) газа на площади около 100 км². Что по количеству энергии приблизительно соответствует 5,5 млрд баррелей нефти. Eni официально заявила об этом в воскресенье 30 августа 2015 года. В конце января 2016 года компания скорректировала прогноз до 453 млрд. м³.
Газоносность связана с миоценовыми отложениями. Данное месторождение — крупнейшее из когда-либо открытых в Египте.
Добыча газа на месторождении началась в декабре 2017 года. Товарный газ с проекта в основном предусматривается реализовать на внутреннем рынке Египта. Излишки — экспортировать.
Добыча газа на месторождении по итогам 1го полугодия 2019 г. составила 11,3 млрд м3 газа.
Оператор проекта — компания «ENI» (50 % участия). Другие участники — ПАО "НК «Роснефть» (30 %), «BP» (10 %), «Mubdala Petroleum» (10 %)